# WinnyCacheinfo
WinnyCacheinfoはWinnyのキャッシュファイルを管理するフリーソフトである。
簡単な暗号化が施されているキャッシュファイルについて、復号・暗号化する機能を持つ。
齊藤によって作成された。

## 概要
Winnyのキャッシュのファイル名などの、情報一覧を見る機能をもつソフトとしては、類似のものが存在していたが、キャッシュのデータそのものを復号する機能をもったはじめてのツールとして登場した。
後に、齊藤はえるに暗号方式を供与し、える作のソフトWinnyUtilでも同等の復号機能が実現した。
現在ではWinnyCacheinfoはオープンソースとなっており、だれもがWinnyのキャッシュのフォーマットを知ることができる。

## 主な機能
- 任意のキャッシュファイルを復号してファイルとして保存
  - ※トリップは消滅する。
- 任意のファイルを暗号化してキャッシュ化
  - ※トリップは付加できない。
- 任意のキャッシュを削除
- ファイル名による検索
- キャッシュの v4, v5, v6 仕様に対応
  - ※Winny b7.1 において、v5 はファイル用に、v6 はBBS用として利用されている。